# Arecibo-Observatoriet
Arecibo-Observatoriet er et tidligere radioteleskop, der var opstillet ca. 7 km syd-sydvest for Arecibo i Puerto Rico. Med sin diameter på 305 meter og areal på 70.000 kvadratmeter var det ved sin indvielse verdens største radioteleskop. Senere blev det dog overgået af det det kinesiske radioteleskop FAST (Five-hundred-meter Aperture Spherical Telescope).
Observatoriet var drevet af Cornell University i samarbejde med National Science Foundation (NSF). Teleskopet er kendt fra James Bond-filmen GoldenEye. Endnu flere fik kendskab til det i 1999, da SETI@home-projektet startede med at indsamle information fra teleskopet. Overfladen af teleskopet var dækket af 38.778 perforerede aluminiumsplader, der hver målte 1 m × 2 m. Teleskopet er for stort til at kunne drejes mod et objekt.
Arecibo-Observatoriet blev benyttet til flere forskellige opgaver, herunder observation af solsystemets objekter, herunder nær-jords asteroider.
I august 2020 skete skade på observatoriet, da et kabel, hvorved konstruktionen var ophængt, blev beskadiget. Det viste sig for vanskeligt at reparere den komplicerede konstruktion, og i november 2020 blev det meddelt, at observatoriet ville blive revet ned. 1. december 2020 kollapsede teleskopet endeligt efter at have fungeret i 57 år.
Radioteleskopet bliver formentlig ikke genetableret, men omdannet til en videnskabelig uddannelsesinstitution.

## Galleri
- Arecibo Radioteleskopet set fra luften.
- Arecibos radioantenne.